# Sínszál

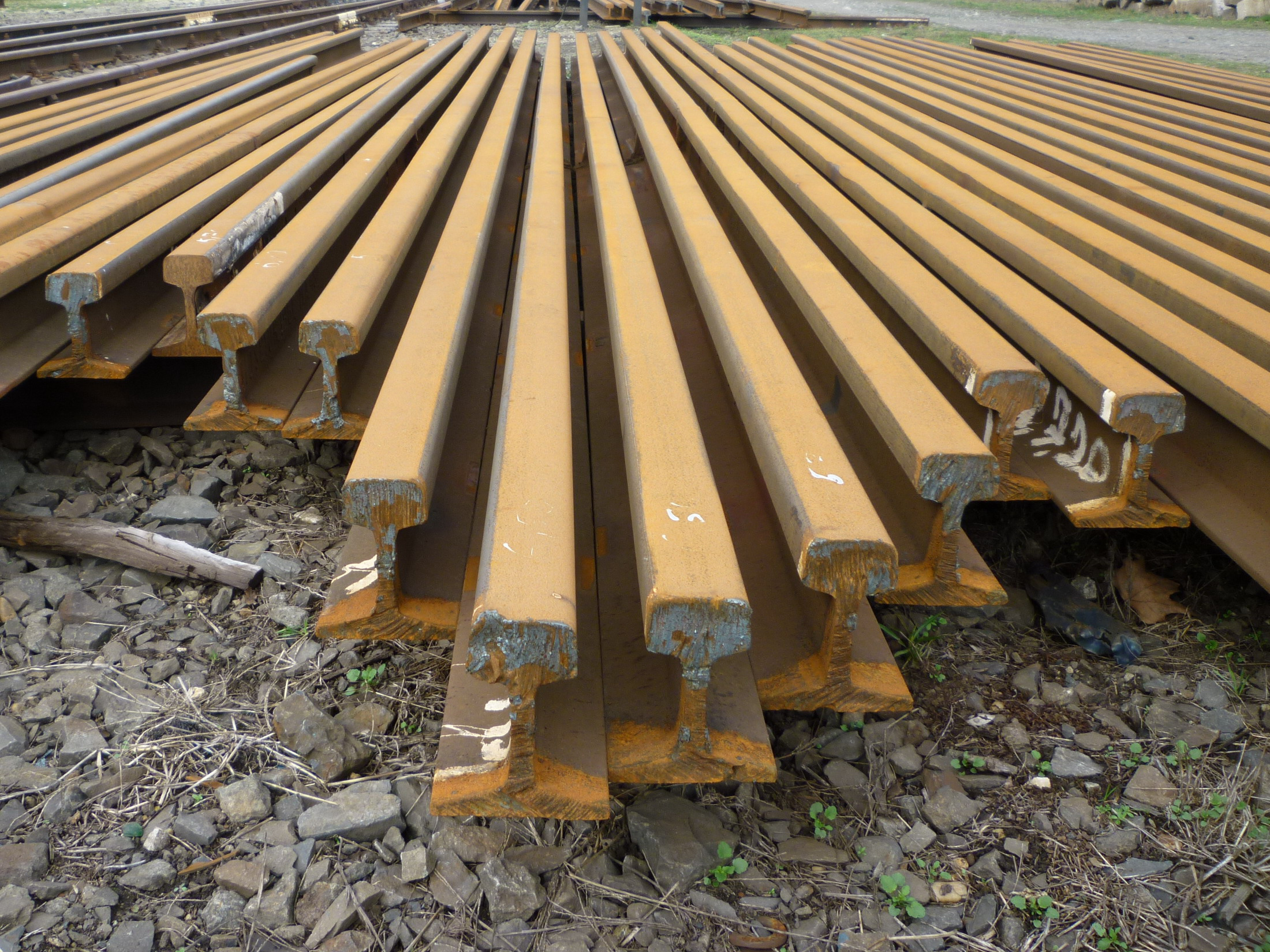
Nagyvasúti szélestalpú (Vignoles) sínek

A sín a vasúti pálya felépítményének legfontosabb eleme. A vasúti járművek hordozására, vezetésére, és minél kisebb gördülési ellenállás mellett a terhelés átvitelére szolgáló, rugalmasan alátámasztott tartó. A mai sínek kialakulása 1767 óta tartó fejlődési folyamat eredménye. Ez idő alatt nemcsak a sín alakja, hanem gyártási eljárása is fejlődött. A síneket először a bányavasutaknál öntöttvasból, majd lágyacélból gyártották, ma már minden sín hengerelt acélból készül. Az idők során egyre hosszabb sínszálakat voltak képesek legyártani, így egyre kisebb mennyiségben kellett hevederes sínillesztést, illetve később hegesztést alkalmazni.

## Feladata

### Elsődleges feladatok
- Tartószerkezet: a sín elsődleges feladata a rajta haladó járművek alátámasztása, az így rá háruló terhelés minél több aljon történő elosztása.
- Vezetőszerkezet: a sínek feladata, hogy folyamatosan vezessék a rajtuk haladó járműveket, az általuk meghatározott kényszerpályán. A vezetésből származó erőket a vasúti járművek kerekén található nyomkarima adja át a síneknek, amelyek azt továbbadják a lekötéseken keresztül az aljaknak.

### Másodlagos feladatok
- Vonóerő-átadás biztosítása: adhéziós vontatás esetén átveszik a gyorsulás és fékezés során fellépő erőket, egyben sima felületet biztosítanak a kerekek számára.
- Elektromos vezető: villamosított vonalakon elektromos vezetőként játszik szerepet, és biztosító berendezések jeltovábbító közegeként is szolgál.

## Története
A vasúti sín a fa nyompályákból fejlődött ki, amelyeket a 16. században a bányákban létesítettek. A fa nyompálya fagerendákból kialakított pálya volt, amin a bányakocsikat (csilléket) jóval könnyebben lehetett kézi erővel mozgatni a bányavágatok sokszor felnedvesedett talaján. A járművek leesését a nyompályájáról a jármű aljára erősített vezetőszegek akadályozták meg.
A bányákból kitermelt szenet a XVI. századtól gyakran vízi úton szállították a felhasználás helyére, a vízi utakhoz lovaskocsikkal vitték a szenet. A bányavágatokban használt nyompálya előnyét hamar felismerték, így az utakon is fagerendákat fektettek, a lovaskocsik kerekeinek megfelelő nyomtávolságra. A kerekek vezetését a hosszgerendák külső széleire szegezett falécekkel oldották meg.
A bányák termelésének felfutásával a fa nyompályák elhasználódása is felgyorsult. 1767-ben Richard Reynolds, aki az egyik coalbrookdale-i vasmű tulajdonosa volt, a fa nyompályákra kétoldalt peremes, lapos vasakat erősített fel, süllyesztett szegekkel. A vaslemezek nemcsak a gerendák élettartamát növelték meg, hanem a mozgási ellenállás is lecsökkent, jóval nagyobb terheket tudtak vontatni ugyanazzal az erővel, nagyobb sebességgel.
Az alacsony peremmel ellátott vaslemezekről a kocsik kerekei gyakran leestek, ezért John Curr  1776-tól szögacél keresztmetszetű síneket alkalmazott, ahol a függőleges szár vezette meg a kerekeket. A még mindig hosszgerendás pályákban az elhasználódott gerendákat keresztaljakkal pótolták, így kialakult a keresztaljas vágány. A keresztaljas vágány nyomtávtartása biztosabb, illetve a vízelvezetés is hatásosabb lett.
A Curr-féle sínek keresztmetszete erőtani szempontból nem volt megfelelő a keresztaljas pályákra, ezért gyakran törtek. 1789-ben William Jessop  kifejlesztette a kedvezőbb sínszelvényt, az úgynevezett gombafejű sínt. A Jessop-féle síneken már csak olyan jármű közlekedhetett, amelynek a kerekén nyomkarimát képeztek ki, innét vált szét külön pályára a közúti és vasúti közlekedés. Az első Jessop-féle sínek végein tartófülek voltak, amivel a keresztaljakhoz erősíthették, később a fülek helyett a síneket saruk támasztották alá. A sarukat a keresztaljakhoz szögekkel, a 0,9-1,2 m hosszú síneket a sarukban ékekkel rögzítették.

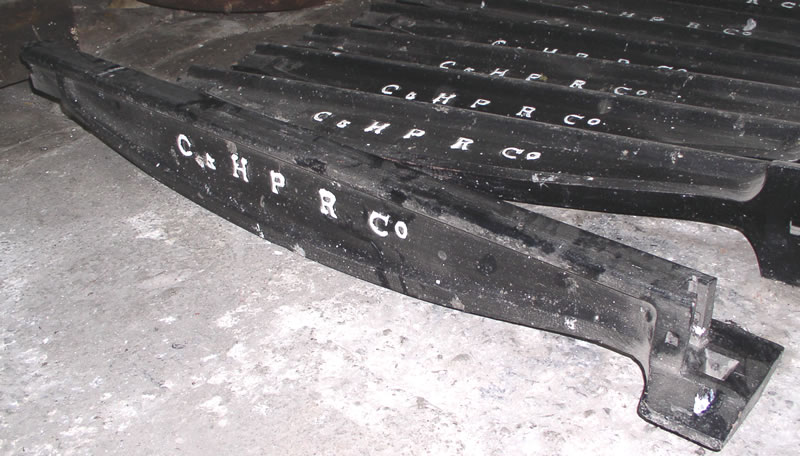
Halhas alakú öntöttvas sínek

Benjamin Outram  rájött, hogy a sín kéttámaszú tartóként viselkedik, a legnagyobb igénybevétele középen van. A középen, alul kiszélesedő, halhas alakú öntöttvas síneket 1799-től alkalmazták.
John Birkinshaw 1820-tól a síneket hengerléssel állította elő. A nagyobb szilárdságú, szívósabb síneket 4–5 m hosszúságban hengerelték. A síneket azonban hosszú ideig, a régi gyakorlatot követve, kézi munkával halhas alakúra alakították, ezzel a gyakorlattal 1824-re hagytak fel.
Joseph Locke, George Stephenson  üzlettársa 1835-ben a hengerelt sínt továbbfejlesztette, kettős fejű sínt képezett. Az új sínről azt gondolta, hogy az egyik fej kopása után megfordítva újra használható, a gyakorlatban azonban a saruknál az alsó sínfej berágódott. Az akkori sínszelvényekhez képest az új szelvény tehetetlenségi nyomatéka kiváló volt, azért az alsó sínfejet kisebbre kiképezve az 1850-es évekig alkalmazták.
William Henry Barlow  1849-ben kifejlesztette a keresztalj és kapcsolószer nélküli, közvetlenül az ágyazatba fektetett sínes pályát.
A mai napig általánosan használt, úgynevezett szélestalpú sínszelvényt az amerikai Robert Livingston Stevens  fejlesztette ki 1830-ban, ám az Egyesült Államokban a hengerléshez nem volt megfelelő acélmű, ezért Angliában gyártatta le őket.  A szélestalpú sínszelvényt azonban mégis inkább Charles Blacker Vignoleshoz  kötik, ő 1836-ban javasolta, hogy a síneket szélesebb talppal gyártsák, hogy a forgalom kímélje az alátámasztó elemeket. A világ vasútjai szinte kizárólag a Charles B. Vignolesról elnevezett, szélestalpú sínt alkalmazzák.

## Síngyártás
A síngyártás általánosan az alábbi főbb műveletekből áll; ezek bővebb kifejtése nem témája e cikknek.
- I. Nyersvasgyártás
- II. Acélgyártás
  - 2.1 Dekarbonizálás
  - 2.2 Dezoxidálás
  - 2.3 Ötvözés
- III. Öntés (Folyamatos öntés)
- IV. Hengerlés (Meleghengerlés)
  - 4.1 Előnyújtás
  - 4.2 Készrehengerlés

## Sínszelvénytípusok

### Szélestalpú szelvény (Vignoles-sín)
A szélestalpú sín lényegében egy továbbfejlesztett I tartó, amelynek felső része speciális kiképzésű sínfejjé van alakítva.
A vasúti jármű kereke a sínfej felső felületének (sínkorona) tetején lévő futófelülettel érintkezik. A futófelületet úgy képezik ki, hogy jól illeszkedjen a kerékprofillal, vonala a természetes kopásnak megfelelő kosárgörbe legyen.
A síngerinc a sínfej és a síntalp összeköttetése, vastagsága alapvetően meghatározza a sín teherbírását és hajlítási merevségét. Vastagságának tartalékot kell tartalmaznia rozsdásodás esetére is. A napjainkban hengerelt sínek síngerince íves kialakítású a kedvezőbb erőátadás, fáradási ellenállás, valamint az előnyösebb hengerelhetőség miatt. A sínfej, a síngerinc és a síntalp közötti átmeneteket lekerekítő sugárral hengerlik a feszültségcsúcsok elkerülésére.
A sín alsó része a síntalp, szélessége biztosítja, hogy a sín stabilan álljon. Teherelosztó elemként a sínfej tetején keletkező igénybevételnek a töredékét adja át az alátétlemeznek, illetve az aljnak.

### Nyomcsatornás szelvény (Phoenix sín)

Kerékprofil illeszkedése Vignoles, illetve Phoenix sínhez

Elsősorban városi vasutak, közúti vasutak (villamosok) burkolt vágányaiban alkalmazzák a Phoenix síneket, melyek nyomcsatornával vannak ellátva.

### Speciális szelvények
Mindenekelőtt a vasúti pályák nem folyópálya jellegű részeiben fordulnak elő, mint például kitérők alkatrészei.
Speciális szelvények a nem vasúti közlekedésben használt sínek, például darupályák sínjei.
Különleges szelvény a hazai villamos vágányokban, az úgynevezett nagypaneles felépítményben korábban alkalmazott vályús tömbsín. Haarmann sín, Kiscsatorna sín, Fogaskerekű fogasléc, Metro 3. áramvezető sínszál.

## Sínrendszerek
A sínrendszer a sínszelvények osztályba sorolása, régebben Osztrák császárság: római számmal; Magyar Királyság: kisbetűk, nagybetűk; keskeny nyomtávolságú vasutak sínjei kg/fm.-ben voltak jelölve és megnevezve. Napjainkban általában a folyóméter tömegükkel (kg/fm) jelölik. Az EU szabványosította a sínek jelölését az EN 13674 számú szabványban. Pl.: 54E1 =UIC 54; 54 E2; 60 E1; 60 E2;
Egy-egy sínrendszer szabványa kitér a sínekhez alkalmazott hevederekre is, ugyanis a síngerinc magassága és lekerekítő sugarai meghatározzák a heveder méreteit, alakját. Ezen felül a sínrendszer szabványa kitér az alkalmazott alátétlemezekre is, hiszen a síntalp szélessége megszabja az alátétlemez lyuktávolságát, amelybe az azt leerősítő síncsavarok kerülnek, illetve, ha van, az alátétlemez bordatávolságát.
A sínrendszer választását alapvetően az alkalmazni kívánt sebesség és a vonal terhelése határozza meg. Az elmúlt évtizedek során megfigyelhető volt, hogy a tengelyterhelés és a pályasebességek növekedésével egyre nehezebb sínek kerülnek a vasútvonalakba. A sínfej zömökebb, a síngerinc magasabb, a síntalp szélesebb lett.
A régebben fővonalinak számító sínrendszerek fokozatosan a mellékvonalakra kerültek. Felújítások során a fővonalakból kikerült, még használható síneket rendszerint mellékvonalakba építik be, a mellékvonalakból kikerülő sínek pedig átkerülhetnek kisvasutakba.

### Hazai sínrendszerek
A magyarországi vasutaknál alkalmazott Vignoles-szelvényű sínrendszerek, amelyek jelentős hosszban fekszenek a hazai pályákban:
| Szabvány                          | UIC 60                    | UIC 54                                                 | MÁV 485                             | MÁV 48³                               | „I”           | „c”           | „i”                            |
| --------------------------------- | ------------------------- | ------------------------------------------------------ | ----------------------------------- | ------------------------------------- | ------------- | ------------- | ------------------------------ |
| Folyóméter tömege [kg/fm]         | 60,34                     | 54,43                                                  | 48,50                               | 48,30                                 | 42,80         | 34,50         | 23,60                          |
| Magassága [mm]                    | 172                       | 159                                                    | 148                                 | 148                                   | 139           | 128           | 107,5                          |
| Sínfej szélessége [mm]            | 72                        | 70                                                     | 66,8                                | 66,8                                  | 70            | 57            | 47                             |
| Síngerinc vastagsága [mm]         | 16,5                      | 16                                                     | 14                                  | 15                                    | 15            | 15            | 11                             |
| Síntalp szélessége [mm]           | 150                       | 140                                                    | 120                                 | 120                                   | 120           | 104           | 88                             |
| Keresztmetszeti területe [cm²]    | 76,86                     | 69,34                                                  | 61,78                               | 61,56                                 | 54,87         | 44,08         | 30,26                          |
| Bevezetése [év]                   | 1970 (itthon 1990)        | 1967                                                   | 1969                                | 1929                                  | 1894          | 1890          | 1886                           |
| Felhasználási terület napjainkban | nemzetközi törzshálózatok | belföldi törzshálózatok, nagy terhelésű városi vasutak | ritkábban fővonalak, városi vasutak | egyéb belföldi vonalak, mellékvonalak | mellékvonalak | mellékvonalak | kisvasutak, néhány mellékvonal |

### Keskeny nyomközű vasutak sínrendszerei
Keskeny nyomközű vasutakon jelentős mennyiségben találhatók mai is a fentieknél jóval kisebb keresztmetszetű sínek (3.9, 4.6, 5, 5.2, 5.25, 5.5, 6, 6.4, 6.5, 6.75, 7, 8, 9, 9.25, 9.3, 10, 10.3, 10.9, 11.7, 12, 12.3, 12.6, 12.75, 13, 13.75, 14, 14.25, 15, 15.2, 15.7, 15.8, 17.4, 17.6, 17.7, 18, 18.5, 20, 21.8, 22.1, 23.6, kg/fm tömegűek is), azonban a felújítások már zömmel a nagyvasúti felépítménycserék során kibontott "e", "eII", "i", "c", "I", "j", "k", "m", "n", 48-as szabványú sínekkel történnek.

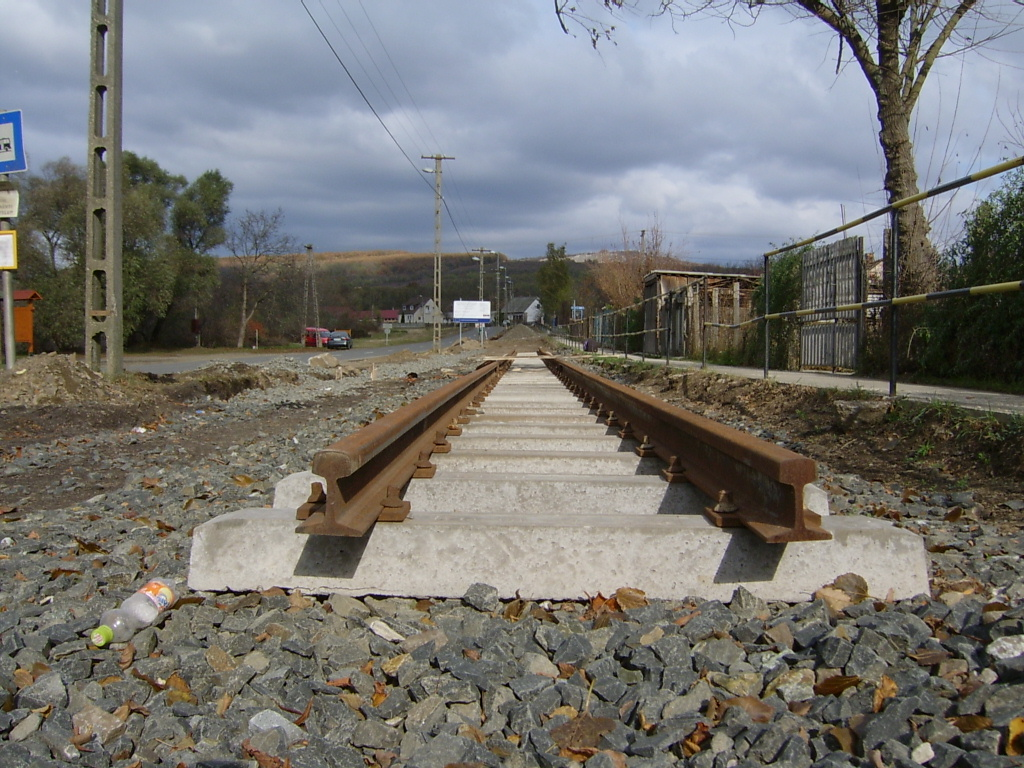
Vignoles sínek Szobon, a kisvasút átépítése közben
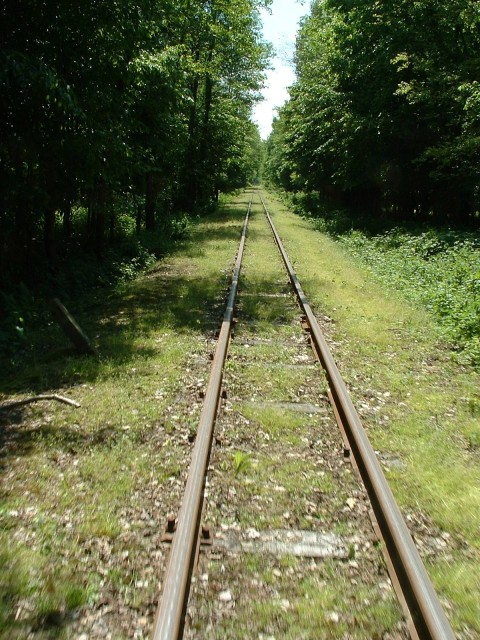
"I" rendszerben felújított 760 mm nyomközű vágány Kaszón
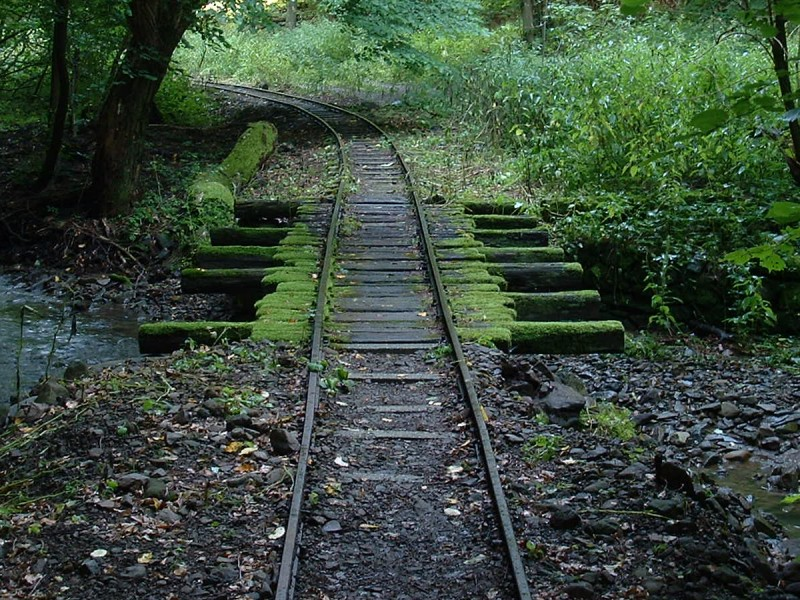
9 kg/m rendszerű 600 mm nyomközű vágány Kemencén